# José Luis Rodríguez Roldán
José Luis Rodríguez Roldán (29 de mayo de 1957- ) es un escritor español.
Su vida ha estado marcada por la parálisis cerebral severa que padece de nacimiento, la cual no le ha impedido escribir la novela, aparentemente autobiográfica, De vuelta en Palestina.
Para poder escribir el libro, Roldán tuvo que dar con una persona a quien dictar sus palabras, y con suficiente paciencia como para comprenderle, pues su enfermedad le impide expresarse con claridad. En ella el autor relata las experiencias de un minus (forma que utiliza para referirse a los minusválidos, por contraposición a los másválidos) a lo largo de un año de su vida en los centros de atención de minusválidos físicos de Leganés y Alcuéscar.
La situación de Roldán es muy parecida a la del escritor francés Alexandre Jollien, también paralítico cerebral, y autor de Elogio de la debilidad, Helen Keller, escritora ciega y sordomuda estadounidense, o Ramón Sampedro, escritor tetrapléjico que inspiró la película Mar adentro.
- Datos: Q5941700